# Reteporellina sileni
Reteporellina sileni är en mossdjursart som beskrevs av Hayward 1999. Reteporellina sileni ingår i släktet Reteporellina och familjen Phidoloporidae. Inga underarter finns listade i Catalogue of Life.